# 34-й батальон территориальной обороны Кировоградской области
34-й батальон территориальной обороны «Батькивщина» (укр. 34-й батальйон територіальної оборони «Батьківщина») — отдельный батальон, созданный в Кировоградской области и находившийся в оперативном подчинении Министерства обороны Украины. В конце октября 2014 вошёл в состав 57-й отдельной мотопехотной бригады украинской армии.

## Предшествующие события
19 марта 2014 года Совет национальной безопасности и обороны Украины принял решение о создании оперативных штабов при областных государственных администрациях пограничных областей Украины. 30 марта 2014 года и. о. президента Украины А. В. Турчинов поручил руководителям областных администраций начать создание батальонов территориальной обороны в каждой области Украины.
30 апреля 2014 года было принято официальное решение возложить функции создания батальонов территориальной обороны в каждой области Украины на областные военные комиссариаты.

## Формирование батальона
Формирование батальона началось в мае 2014 года.
Первоначально, до 70 % личного состава батальона составляли добровольцы — активисты движения «Рух Опору».
Личный состав батальона прошёл обучение на территории авиабазы в Канатово (Кировоградская область) и дополнительный курс подготовки на территории Днепропетровской области.
18 июля 2014 заместитель командира батальона Марат Сулейманов сообщил в интервью, что в состав батальона вошли «люди из разных регионов — из Луганска, из Мариуполя, из Львова», в том числе участники Евромайдана.
По состоянию на 19 сентября 2014 в батальоне служило несколько женщин.
Обеспечение потребностей батальона проходило при содействии со стороны областной администрации Кировоградской области и с использованием бюджетных средств города Кировограда, Кировоградской области и Херсонской области:
- 1 июля 2014 областная администрация Херсонской области закупила и передала в батальон три бронежилета и три разгрузочных жилета[8]
- в июле 2014 областная администрация Кировоградской области выделила 35 тыс. гривен на приобретение медикаментов для батальона[9]
- в октябре 2014 депутаты Светловодского городского совета выделили 94 тыс. гривен на покупку 22 бронежилетов для батальона[10]
- 3 декабря 2014 депутаты Новоукраинского городского совета выделили 17 тыс. гривен из премиального фонда горсовета для 34-го батальона территориальной обороны и 93-й отдельной механизированной бригады[11]

Кроме того, батальон получал материальную помощь из внебюджетных источников:
- так, в июне 2014 года кировоградский завод «Дозавтоматы» предоставил батальону один мобильный электрогенератор и кабели, а предприниматели Кировоградской области выделили средства на приобретение для военнослужащих батальона 50 бронежилетов и разгрузочных жилетов[12]
- 2 июля 2014 районная администрация Александровского района Кировоградской области собрала с предприятий, организаций и жителей района почти 150 тыс. гривен, на которые были закуплены 30 бронежилетов, 40 комплектов камуфлированной формы и обувь (из которых батальон получил 20 бронежилетов, 20 комплектов униформы и 20 пар обуви)[13]
- 15 июля 2014 батальону передали партию снаряжения на сумму свыше 600 тыс. гривен (423 комплекта униформы, 90 бронежилетов и 40 радиостанций), которая была приобретена за средства движения «Рух Опору», членов фракции «Батькивщина» в Верховной Раде Украины и депутатов местных советов[5]
- 26 июля 2014 депутаты фракции «Батькивщина» передали батальону ещё одну партию снаряжения на сумму свыше 450 тыс. гривен (100 бронежилетов шведского производства и 80 кевларовых касок итальянского производства)[14][15]
- 12 августа 2014 автовладельцы Кировограда собрали для батальона свыше 7 тыс. гривен[16]
- 24 августа 2014 представители ВО «Батькивщина» А. Чорноиваненко, А. А. Кожемякин и А. Ф. Дубовой передали батальону четыре единицы техники (бронемашину МТ-ЛБ, бронемашину БРДМ-2, внедорожник Jeep Grand Cherokee и микроавтобус Mercedes «Sprinter»), партию снаряжения (два тепловизора, 11 прицелов ночного видения, 30 радиостанций, 1 ретранслятор, 10 аптечек стандарта НАТО, 300 палаток, 12 дизельных генераторов и одежду), а также 13 тонн продовольствия и питьевую воду[17][18]
- 7 сентября 2014 представители ВО «Батькивщина» В. А. Яворивский и Павел Патарецкий передали батальону ещё одну партию обмундирования (камуфляж, бушлаты, свитера, обувь), снаряжения (один тепловизор, медицинские аптечки, обогреватели) и продуктов питания[19][20]
- 25 сентября 2014 завод «Вира-Сервис Интермаш» передал батальону три печки-«буржуйки»[21]
- 7 октября 2014 «Координационный центр волонтёров» передал батальону один тепловизор Pulsar Quantum HD38S[22]
- 5 ноября 2014 волонтёры из Израиля прислали для батальона 45 индивидуальных перевязочных пакетов[23]
- 13 ноября 2014 волонтёры из организации «Українська варта» отправили батальону партию продовольствия (60 литров борща «Слава Україні!»)[24]

26 октября 2014 34-й батальон территориальной обороны был включён в состав 57-й отдельной мотопехотной бригады.
В соответствии с указом президента Украины П. А. Порошенко № 44 от 11 февраля 2016 года оказание шефской помощи батальону было поручено Кировоградской областной государственной администрации.

## Деятельность
В начале июля 2014 батальон был направлен в зону боевых действий на юго-востоке Украины.
21 июля 2014 представитель обладминистрации Кировоградской области А. Петик сообщил, что 34-й батальон территориальной обороны понёс первые потери в зоне боевых действий: один военнослужащий (майор Р. А. Майстерюк) погиб и ещё трое были ранены.
13 августа 2014 блокпост батальона в 2 км от Горловки (в Донецкой области) был обстрелян из РСЗО и миномётов, погибли два военнослужащих батальона.
4 сентября 2014 года председатель областной администрации Кировоградской области Александр Чорноиваненко сообщил, что потери батальона составляют шесть военнослужащих убитыми и 35 ранеными.
По состоянию на 7 сентября 2014 личный состав 34-го батальона территориальной обороны, усиленный подразделением из 80 военнослужащих 17-го батальона территориальной обороны, нёс службу на нескольких блокпостах вокруг Горловки.
28 сентября 2014 в селе Ленинское Луганской области взрывом минно-взрывного устройства был тяжело ранен военнослужащий батальона, ему оторвало ноги.
По состоянию на начало октября 2014 личный состав 17-го и 34-го батальонов территориальной обороны нёс службу на нескольких блокпостах вокруг Горловки.
17 октября 2014 на блокпосту № 7 под Озеряновкой (в районе Горловки) был застрелен ещё один военнослужащий батальона.
20 октября 2014 при выполнении боевой задачи погиб ещё один военнослужащий батальона.
29 октября 2014 в 06:00 подразделения 34-го батальона территориальной обороны (70 военнослужащих при поддержке двух бронетранспортёров и одной БМП-2) предприняли атаку на позиции ополчения ДНР с целью захватить здание поселкового совета в Зайцево, но отступили после того, как была повреждена их БМП
Позднее в районе н. п. Майорск Донецкой области в результате миномётного обстрела позиций батальона был тяжело ранен ещё один военнослужащий батальона, 2 ноября 2014 он скончался от полученных ранений
21 ноября 2014 в ходе боевых действий погиб ещё один военнослужащий батальона.
По состоянию на 26 ноября 2014 батальон удерживал свыше десяти блокпостов непосредственно на линии фронта между Горловкой и Дзержинском. Как сообщил в интервью командир батальона Д. С. Красильников, позиции батальона неоднократно обстреливали, потери батальона в ходе боевых действий достигли 11 военнослужащих убитыми и 53 ранеными.
В начале декабря 2014 шесть военнослужащих батальона были арестованы за вымогательство и доставлены в Артёмовский следственный изолятор
14 декабря 2014 взрывом «растяжки», установленной и замаскированной у блокпоста № 7, были ранены два военнослужащих батальона
19 декабря 2014 в госпитале скончался от ранее полученных ранений ещё один военнослужащий батальона, Я. М. Гайда
27 декабря 2014 в ходе обмена пленными с ДНР украинской стороне был передан один военнослужащий 34-го батальона территориальной обороны — А. Б. Григоренко.
29 декабря 2014 батальон был выведен в Кировоградскую область. Сообщается, что в ходе боевых действий батальон потерял 12 военнослужащих убитыми и свыше 60 ранеными (5 января 2015 были опубликованы имена десяти погибших военнослужащих батальона).
12 января 2015 года в госпитале Киева от ранее полученных ранений скончался военнослужащий батальона, рядовой А. Соколенко.
6 февраля 2015 года командир батальона Д. С. Красильников сообщил, что потери батальона за весь период участия в боевых действиях составляют 13 военнослужащих убитыми и свыше 60 ранеными, а из полусотни единиц автомобильной техники, имевшейся на вооружении батальона, в результате обстрелов и по техническим причинам вышли из строя 30 автомашин.
По состоянию на 10 февраля 2015 года, батальон находился в районе Дебальцево.
В дальнейшем, батальон был выведен на отдых в Кировоградскую область, однако после завершения ремонта шести единиц автотранспорта, получившего повреждения в результате обстрела в районе Горловки (трёх ГАЗ-66, двух ЗИЛ-131 и одного УАЗ-3303), 17 февраля 2015 года был вновь направлен в зону боевых действий.
11 марта 2015 батальон был выведен из зоны боевых действий в Херсонскую область и размещён в районе райцентра Геническ, здесь на местных СТО начался ремонт автомобильной техники батальона.
11 июля 2015 в районе Горловки взрывом противотанковой мины был убит ещё один военнослужащий батальона
26 июля 2015 в районе пгт. Зайцево на противотанковой мине подорвался перевозивший боеприпасы грузовик ГАЗ-66, один из находившихся в автомашине военнослужащих батальона погиб и ещё несколько получили контузию и травмы
13 августа 2015 в пгт. Зайцево погиб ещё один военнослужащий батальона, И. Юган.

## Техника, вооружение и снаряжение
Личный состав батальона вооружён стрелковым оружием — автоматами АК-74.
По состоянию на 18 июля 2014, в распоряжении батальона имелось несколько единиц техники (одна БРДМ-2 и несколько грузовиков ЗИЛ-131 и ГАЗ-66), ранее находившейся на складах длительного хранения.
24 августа 2014 батальон получил ещё четыре единицы техники (бронемашину МТ-ЛБ, бронемашину БРДМ-2, внедорожник Jeep Grand Cherokee и микроавтобус Mercedes «Sprinter»).
К 7 сентября 2014 батальон получил один грузовик ГАЗ-53.
11 сентября 2014 батальон получил 11 бронированных автомашин различных типов (один микроавтобус УАЗ-452, один КамАЗ, один «Урал», два ЗИЛ-131 и др.). Как сообщил представитель батальона, командир взвода обеспечения батальона О. Плохов, эти машины предназначены для восполнения потерь, поскольку с начала участия в боях батальон потерял свыше десяти автомашин
В дальнейшем, батальон получил зенитно-артиллерийскую установку ЗУ-23.
23 декабря 2014 батальону передал волонтер в Краматорске микроавтобус CITROEN C25
16 февраля 2015 батальону передали один отремонтированный грузовик ГАЗ-66.
30 марта 2015 батальону передали три тягача МАЗ-537 и прицеп для перевозки техники.
8 апреля 2015 батальон получил ещё три автомашины: один ГАЗ-66, один ЗИЛ-131 и один УАЗ-3303.
29 апреля 2015 батальону передали один отремонтированный бронетранспортёр БТР-60ПБ.
14 мая 2015 батальону передали ещё один УАЗ-3303 (ранее принадлежавший Кировоградскому национальному техническому университету).
5 июня 2015 администрация Кировоградской области передала батальону ещё две автомашины: один УАЗ-469 и один УАЗ-452
В конце июня 2015 года военнослужащие батальона сообщили, что батальон получил несколько крупнокалиберных пулемётов ДШК, однако их использование затруднено, поскольку станки для них не получены